# فراری (فیلم ۲۰۱۱)
فراری (انگلیسی: Escapee) فیلمی در ژانر ترسناک و جنایی است که در سال ۲۰۱۱ منتشر شد. از بازیگران آن می‌توان به دامینیک پرسل و ملیسا اوردوی اشاره کرد.